# Pseudanaesthetis sumatrana
Pseudanaesthetis sumatrana är en skalbaggsart som beskrevs av Maurice Pic 1942. Pseudanaesthetis sumatrana ingår i släktet Pseudanaesthetis och familjen långhorningar. Inga underarter finns listade i Catalogue of Life.